# Exerzitienzentrum der Göttlichen Barmherzigkeit für die Reevangelisation

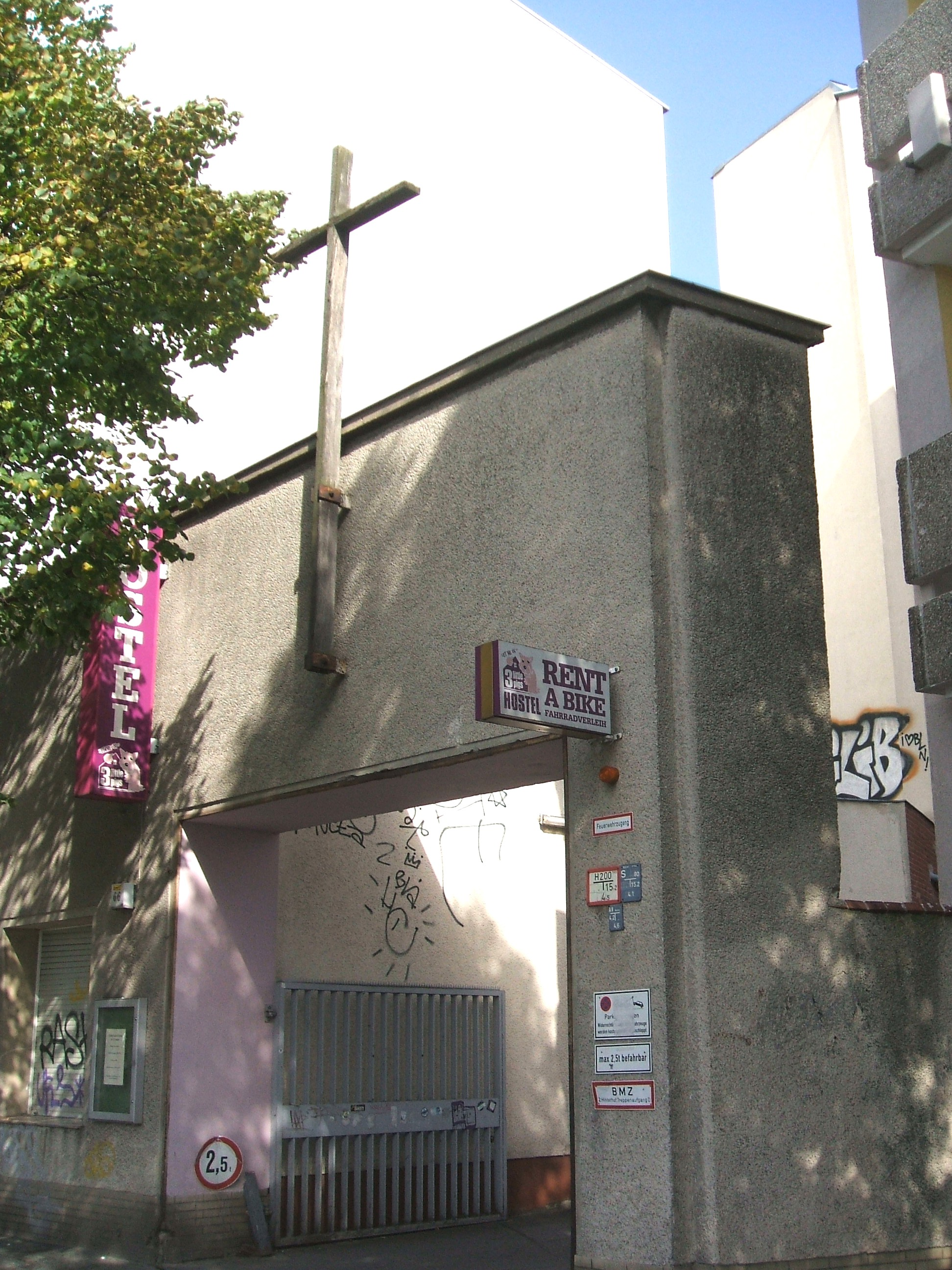
Eingang zum Exerzitienzentrum und zur St.-Clemens-Kirche von der Stresemannstraße

Das Exerzitienzentrum der Göttlichen Barmherzigkeit für die Reevangelisation ist ein Exerzitienzentrum der Römisch-katholischen Kirche in der Stresemannstraße 66 im Berliner Ortsteil Kreuzberg. Es wurde am 15. März 2008 von Erzbischof Georg Kardinal Sterzinsky im Rahmen eines Pontifikalamtes neu begründet und wird von vier Patres der Vinzentinerkongregation aus Cochin im Bundesstaat Kerala (Indien) und einem privaten Förderverein betrieben.

## Geschichte
Das Exerzitienzentrum besteht aus der dem Heiligen Klemens Maria Hofbauer geweihten St.-Clemens-Kirche und einem Gesellenhospiz für Wanderarbeiter, Lehrlinge und Gesellen. Es wurde im Jahre 1910 von dem 2005 seliggesprochenen Kardinal Clemens August Graf von Galen, damals Kaplan in Berlin, aus seinen privaten Mitteln gestiftet und 1911 konsekriert.
Damals wie heute stellten die Katholiken in Berlin eine Minderheit dar. Schon im Jahre 1907 erwarb Graf von Galen das Grundstück am Anhalter Bahnhof. Für den Kauf ließ er sich seinen Erbanteil auszahlen. 45.000 Mark (kaufkraftbereinigt in heutiger Währung: rund 332.000 Euro) stellte er für den Bau eines Gesellenhauses mit Wohnraum für 200 bis 400 Personen zur Verfügung. Der verbleibende Rest wurde für den Bau der Kirche St. Clemens verwendet.

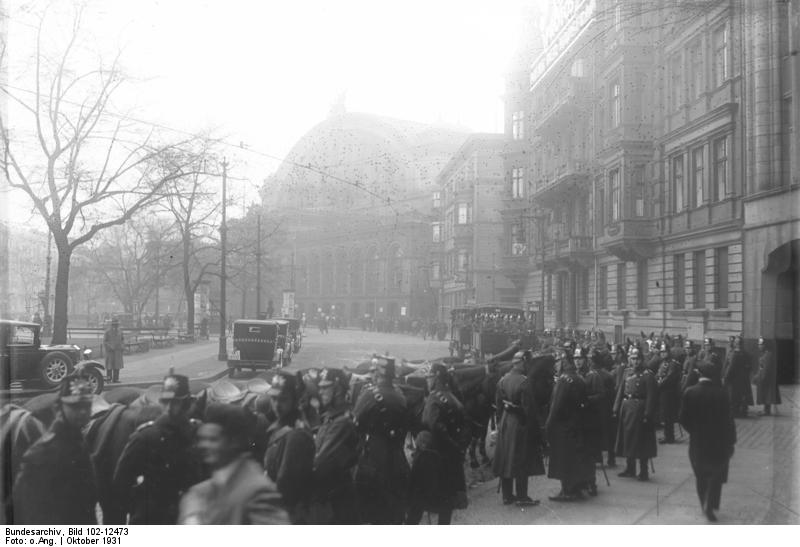
Beim Anhalter Bahnhof

Der spätere Bischof von Münster war neben seiner Tätigkeit als Kaplan in der Pfarrei St. Matthias (Berlin) dann auch Kurat für die 3000 Katholiken des Seelsorgebezirks St. Clemens.

## St.-Clemens-Kirche
Architektonisch ist die Clemenskirche eine für das Berlin der damaligen Zeit typische Hinterhofkirche. Sie ist von der Straße nicht einsehbar und wird vom Vorderhaus verdeckt. Sie ist eine dreischiffige Basilika mit holzgeschnitzten Türen und Orgel. Neoromanische Rundbogenelemente zeugen von einer neuen Schlichtheit und Sachlichkeit. Vorne am Altar dominiert neben dem Tabernakel ein riesiges Wandbild, das Christus als den Guten Hirten darstellt.
Während seiner Zeit als Apostolischer Nuntius in Deutschland besuchte der spätere Papst Pius XII. von der Nuntiatur in der Rauchstraße seinen Beichtvater regelmäßig in St. Clemens.

## Jüngere Geschichte

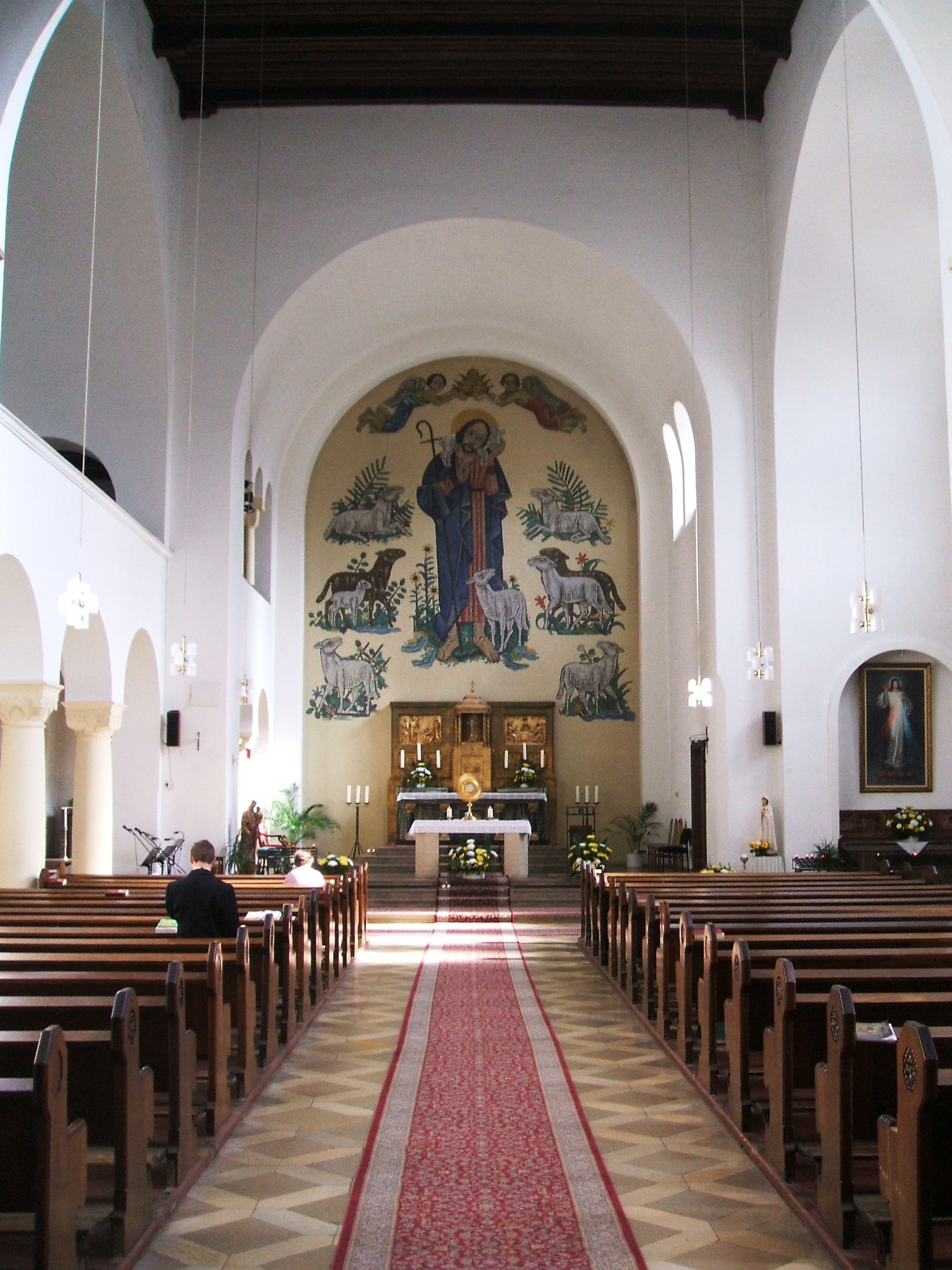
Inneres der St.-Clemens-Kirche

Im Jahr 2007 wurde das Zentrum aufgrund finanzieller Schwierigkeiten der Erzdiözese Berlin für 2,5 Millionen Euro an zwei britische Finanzinvestoren verkauft. Mit dem Verkaufserlös sollte die Bischofskirche St. Hedwig am Bebelplatz renoviert werden. Neuer Miteigentümer wurde ein türkischstämmiger Berliner Geschäftsmann muslimischen Glaubens. Seine Firma entwickelte das Konzept eines Kulturzentrums der St.-Clemens-Höfe, die in den umfangreichen Gebäudekomplex einziehen sollten. Die Kirche wurde in der ein halbes Jahr dauernden Planungsphase nicht entwidmet. Es war aber auch nicht daran gedacht, die Kirche in eine Moschee umzuwandeln.
Inzwischen hat der Förderverein St. Clemens den Komplex von den Finanzinvestoren zurückgemietet; es besteht die Möglichkeit, die Immobilie zurückzukaufen. Die Kosten für Miete und Unterhalt betrugen im Jahr 2008 50.000 Euro.
Förderverein und indische Vinzentinerpatres betreuen das nun so genannte „Exerzitienzentrum der Göttlichen Barmherzigkeit“. Der Schwerpunkt liegt auf Vertiefung des Glaubens, Neuevangelisation, Sakramentenspendung, Ewiger Anbetung und Exerzitien. Die Kirche St. Clemens steht täglich rund um die Uhr den Berliner Christen und ihren Gästen zum Gebet offen. Es finden täglich zwei heilige Messen statt, Beichtgelegenheiten wird von 9 bis 12 Uhr und von 15 bis 18 Uhr angeboten, und es gibt ein spezielles Programm für Jugendliche.
Vom 23. bis 27. Juni 2010 fand in der St.-Clemens-Kirche die 1. Berliner Bibeltagung statt; diese Tagungen werden alljährlich fortgesetzt.